# Вібгуті
Вібгуті (санскр. विभूति, vibhūti IAST) — священний попіл в індуїзмі, який широко використовується в ритуальній практиці як речовина для нанесення тілаки в смартизмі, шактизмі та шиваїзмі. У вайшнавізмі попіл також використовується в особливо урочисті дні.
Широко застосовується в Аюрвіді — його використовують як самостійні ліки і часто включають до складу різних препаратів (він поглинає надлишкову вологу, запобігає застуді та головному болю), а також додають в їжу. Для отримання вібгуті можуть бути використані різні складові (сухий коров'ячий гній, дрова з більви, ашваттха та інших порід дерева), які спалюють у ритуальному вогні хоми або навіть у домашньому вогнищі.
| Індуїзм | Це незавершена стаття про індуїзм. Ви можете допомогти проєкту, виправивши або дописавши її. |